# Gare de Brou
La gare de Brou est une gare ferroviaire française de la ligne de Chartres à Bordeaux-Saint-Jean, située sur le territoire de la commune de Brou, dans le département d'Eure-et-Loir, en région Centre-Val de Loire.
C'est une gare de la Société nationale des chemins de fer français (SNCF) desservie par des trains du réseau TER Centre-Val de Loire qui effectuent des missions entre Chartres et Courtalain - Saint-Pellerin.

## Situation ferroviaire
Établie à 153 mètres d'altitude, la gare de Brou est située au point kilométrique (PK) 124,405 de la ligne de Chartres à Bordeaux-Saint-Jean, entre les gares ouvertes d'Illiers-Combray et d'Arrou. C'est une ancienne gare de bifurcation avec la ligne de Brou à La Loupe aujourd'hui fermée. Jusqu'à sa fermeture en 1935, une ligne de tramway reliait la gare à celles de Nogent-le-Rotrou d'un côté et Bonneval de l'autre. Cette ligne possédait un bâtiment voyageur séparé encore existant aujourd'hui.

## Histoire

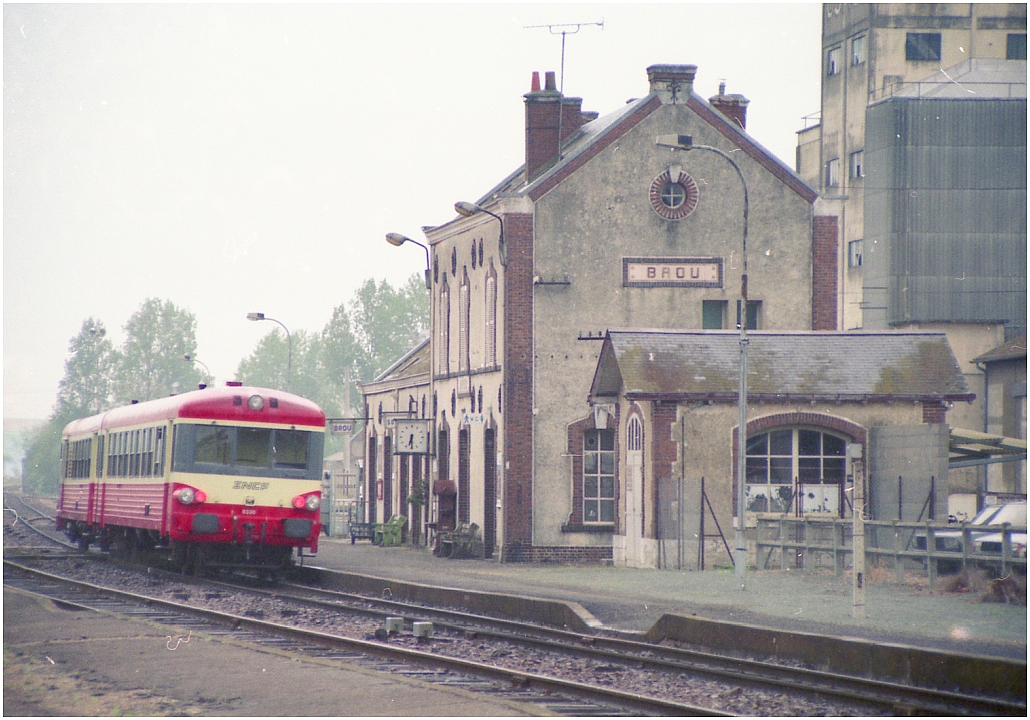
X 4300 à destination de Chartres, en 1987.

La gare de Brou est mise en service par la Compagnie du chemin de fer d'Orléans à Rouen lors de l'ouverture de sa ligne de Chartres à Brou le 7 mai 1876. Après la faillite de la compagnie c'est l'Administration des chemins de fer de l'État qui, en 1878, reprend l'exploitation et la concession de la ligne. Elle met en service la section de Brou à Courtalain le 2 avril 1883.

Le bâtiment principal de la gare, visible sur la photo de 1987 a été abattu entre 1998 et 2001, sans doute dans le cadre du réaménagement du parvis de la gare,. Il ne reste plus que l'aile à un seul étage qui lui était accolée.

## Fréquentation
De 2015 à 2023, selon les estimations de la SNCF, la fréquentation annuelle de la gare s'élève aux nombres indiqués dans le tableau ci-dessous.
| Année     | 2015   | 2016   | 2017   | 2018   | 2019   | 2020   | 2021   | 2022    | 2023   |
| --------- | ------ | ------ | ------ | ------ | ------ | ------ | ------ | ------- | ------ |
| Voyageurs | 74 059 | 70 824 | 76 016 | 74 844 | 80 996 | 64 559 | 83 512 | 115 264 | 88 456 |

## Service des voyageurs

### Accueil
Gare SNCF, elle dispose d'un bâtiment voyageurs, avec guichet accessible aux personnes à mobilité réduite, ouvert du lundi au vendredi. Elle est équipée d'automates pour l'achat de titres de transport.

### Desserte
Brou est desservie par des trains TER Centre-Val de Loire qui effectuent des missions entre Chartres et Courtalain - Saint-Pellerin.

### Intermodalité
Un parc pour les vélos et un parking pour les véhicules sont aménagés. Un arrêt de bus permet des correspondances.

## Service des marchandises
Cette gare est ouverte au trafic du fret.